# Oldřich Tristan Florian
Oldřich Tristan Florian (* 8. září 1994 Dvůr Králové nad Labem), dříve působící pod přezdívkou Metadon, je český hudební skladatel, právník, aktivista a jeden z tvůrců youtube kanálu Mishovy šílenosti.

## Život
Narodil se ve Dvoře Králové nad Labem, ale celý život žije v Brně. Na Střední průmyslové škole Brno, Purkyňova v roce 2014 vystudoval maturitní obor informační technologie se specializací na programování a týž rok nastoupil na Právnickou fakultu Masarykovy univerzity. Obor Právo a právní věda úspěšně absolvoval v roce 2019 obhajobou diplomové práce na téma Existují přirozená práva?. Od roku 2019 působil jako doktorand na Katedře právní teorie Právnické fakulty Masarykovy univerzity, kde se věnoval interpretaci a zdůvodnění lidských práv. Doktorské studium zakončil v roce 2024 obhajobou disertační prací na téma Umělá inteligence jako výzva pro justifikaci lidských práv. Téhož roku pak absolvoval také rigorózní zkoušku na Právnické fakultě Univerzity Karlovy v oboru teorie práva. V průběhu studií se angažoval v divadelním spolku působícím na Masarykově univerzitě. Je taktéž členem spolku Mensa ČR.

## Showbyznys
Roku 2016 společně se svým bratrem Michalem, přezdívaným Misha, začal natáčet videa na kanál Mishovy šílenosti. Je autorem téměř všech písní na kanále, které na kanále vycházely do roku 2018. Zároveň však má i svůj vlastní YouTube kanál s názvem Tristan Florian (dříve pojmenovaný jako Metadon), na kterém publikuje vzdělávací a hudební videa. Od roku 2022 pak vydává také sólovou hudební tvorbu inspirovanou novou vlnou.

## Akademická půda a právo
V letech 2017–2019 působil jako člen akademického senátu fakulty, mezi lety 2018–2023 byl členem akademického senátu univerzity. V rámci těchto funkcí usiloval o reformu studia a ochranu práv.
Zabývá se analytickým přístupem k morální filozofii. Publikuje v akademických časopisech a pomáhá s organizací odborných konferencí, na kterých také vystupuje. Od roku 2023 působí jako asistent soudce Nejvyššího správního soudu.

## Aktivismus
Zabývá se problematikou sexuálního obtěžování a usiluje o lepší míru jeho prevence ve školním prostředí. Je jedním z prvních v Česku, kdo začal upozorňovat na problém sexuálního obtěžování na vysokých školách. Na Masarykově univerzitě pak úspěšně usiloval o zavedení mechanismů, které sexuální obtěžování na půdě univerzity potírají. V roce 2021 také založil iniciativu Zakroužkuj ženu, která usiluje o zvýšení účasti žen v politice prostřednictvím hromadného využívání přednostních hlasů.